# Simbolo di Venere

Simbolo di Venere

Simbolo del femminismo, basato su quello di Venere

Il simbolo di Venere, indicato graficamente con ♀, è il simbolo astronomico del pianeta Venere.
Nonostante la convinzione diffusa che il simbolo derivi dallo specchio della dea Venere, in realtà questi è un'evoluzione della lettera greca Phi, iniziale di Φωσφόρος (Phōsphoros), nome in greco antico del pianeta.
Altri significati del simbolo, derivati dall'originario astronomico, sono:
- la dea romana Venere (equivalente della greca Afrodite), in mitologia
- il sesso femminile, in botanica, in biologia, e anche nel movimento femminista. Il simbolo ⚢, formato da due ♀ inanellati tra loro, indica il lesbismo.
- il rame in alchimia (obsoleto).

Il carattere ♀ è rappresentato dal codice Unicode "U+2640". Nelle mappature personalizzate delle tastiere, viene talvolta associato al tasto ":", simbolicamente legato ai cromosomi XX, in contrapposizione al ";", associato ai cromosomi XY per il simbolo ♂. Questa configurazione si ottiene spesso utilizzando un tasto modificatore, come Alt Gr o Alt Gr+⇧ Maiusc.